# 近藤義武
近藤 義武（こんどう よしたけ）は、安土桃山時代から江戸時代前期にかけての武将。松前氏の家臣。道南十二館の一つである禰保田館主。

## 略歴
祖父の代から蠣崎氏に臣従し家老となる。慶長2年（1597年）に主君・松前慶広の次男・忠広元服時に理髪役を務め、慶長15年（1610年）には蝦夷に配流された公家花山院忠長を饗応するなど松前氏の家老として活動した。大坂の陣では、主君・忠広の傳役に任じられた。
大坂の陣に参陣した際、合戦中喉が渇いたため、騎乗していた馬を殺しその血を啜ったという伝説がある。